# Глузды (Черниговская область)
Глу́зды (укр. Глу́зди) — село Куликовского района Черниговской области Украины. Население 81 человек. Расположено на берегу реки Дрышлева (бассейн Десны).
Код КОАТУУ: 7422782502. Почтовый индекс: 16311. Телефонный код: +380 4643.

## Власть
Орган местного самоуправления — Горбовский сельский совет. Почтовый адрес: 16311, Черниговская обл., Куликовский р-н, с. Горбово, ул. Мира 97, тел. 2-34-10, 2-34-32.